# Richard Jefferson
Richard Allen Jefferson Jr. (Los Angeles, 21 juni 1980) is een Amerikaans voormalig basketballer en sportcommentator.

## Carrière
Jefferson speelde van 1998 tot 2001 collegebasketbal voor de Arizona Wildcats. Hij werd in 2001 als dertiende gekozen in de NBA draft van dat jaar door de Houston Rockets. Hij werd meteen samen met Brandon Armstrong en Jason Collins geruild naar de New Jersey Nets voor Eddie Griffin. Bij de Nets speelde hij zeven seizoenen lang, in 2003 nam hij deel aan de NBA Rising Stars Challenge. Na het seizoen 2007/08 werd hij geruild naar de Milwaukee Bucks voor Yi Jianlian en Bobby Simmons. Hij speelde maar een seizoen voor de Bucks want een jaar later werd hij opnieuw geruild ditmaal naar de San Antonio Spurs voor Bruce Bowen, Fabricio Oberto en Kurt Thomas.
Bij San Antonio speelde hij twee seizoenen als starter. In maart 2012 halverwege zijn derde seizoen bij de Spurs werd hij geruild naar de Golden State Warriors samen met T.J. Ford voor Stephen Jackson. In juli 2013 was hij betrokken in een ruil waar hij naar de Utah Jazz vertrok. In de ruil waren ook de Denver Nuggets betrokken en volgende spelers: Andris Biedriņš, Brandon Rush, Andre Iguodala, Randy Foye, Kevin Murphy en meerdere draftpicks.
Bij de Jazz speelde hij maar een seizoen. Hij tekende daarna als vrije speler bij de Dallas Mavericks waar hij ook een seizoen speelde. In 2015 tekende hij bij de Cleveland Cavaliers waarmee hij in 2016 NBA-kampioen werd. In oktober 2017 werd hij samen met Kay Felder, een geldsom en een draftpick geruild naar de Atlanta Hawks in ruil voor Dimitrios Agravanis en Serhi Hladyr. Zijn contract werd nog dezelfde dag ontbonden. Hij speelde nog een laatste seizoen bij de Denver Nuggets.
Na zijn spelerscarrière werd hij een sportcommentator voor ESPN en podcast host.

## Resultaten
- NBA-kampioen: 2016
- NBA All-Rookie Second Team: 2002

## Statistieken

### Regulier seizoen
| Seizoen  | Team                  | WG   | WS  | MPW  | 2P%  | 3P%  | FW%  | RPW | APW | SPW | BPW | PPW  |
| -------- | --------------------- | ---- | --- | ---- | ---- | ---- | ---- | --- | --- | --- | --- | ---- |
| 2001/02  | New Jersey Nets       | 79   | 9   | 24,3 | 45,7 | 23,2 | 71,3 | 3,7 | 1,8 | 0,8 | 0,6 | 9,4  |
| 2002/03  | New Jersey Nets       | 80   | 80  | 36,0 | 50,1 | 25,0 | 74,3 | 6,4 | 2,5 | 1,0 | 0,6 | 15,5 |
| 2003/04  | New Jersey Nets       | 82   | 82  | 38,2 | 49,8 | 36,4 | 76,3 | 5,7 | 3,8 | 1,1 | 0,3 | 18,5 |
| 2004/05  | New Jersey Nets       | 33   | 33  | 41,1 | 42,2 | 33,7 | 84,4 | 7,3 | 4,0 | 1,0 | 0,5 | 22,2 |
| 2005/06  | New Jersey Nets       | 78   | 78  | 39,2 | 49,3 | 31,9 | 81,2 | 6,8 | 3,8 | 0,8 | 0,2 | 19,5 |
| 2006/07  | New Jersey Nets       | 55   | 53  | 35,6 | 45,6 | 35,9 | 73,3 | 4,4 | 2,7 | 0,6 | 0,1 | 16,3 |
| 2007/08  | New Jersey Nets       | 82   | 82  | 39,0 | 46,6 | 36,2 | 79,8 | 4,2 | 3,1 | 0,9 | 0,3 | 22,6 |
| 2008/09  | Milwaukee Bucks       | 82   | 82  | 35,8 | 43,9 | 39,7 | 80,5 | 4,6 | 2,4 | 0,8 | 0,2 | 19,6 |
| 2009/10  | San Antonio Spurs     | 81   | 70  | 31,1 | 46,7 | 31,6 | 73,5 | 4,4 | 2,0 | 0,6 | 0,5 | 12,3 |
| 2010/11  | San Antonio Spurs     | 81   | 81  | 30,4 | 47,4 | 44,0 | 75,0 | 3,8 | 1,3 | 0,5 | 0,4 | 11,0 |
| 2011/12  | San Antonio Spurs     | 41   | 41  | 28,5 | 41,4 | 42,1 | 70,0 | 3,5 | 1,3 | 0,6 | 0,3 | 9,2  |
| 2011/12  | Golden State Warriors | 22   | 3   | 26,4 | 42,0 | 41,8 | 68,6 | 3,5 | 1,5 | 0,5 | 0,3 | 9,0  |
| 2012/13  | Golden State Warriors | 56   | 1   | 10,1 | 45,6 | 31,1 | 71,7 | 1,5 | 0,6 | 0,3 | 0,1 | 3,1  |
| 2013/14  | Utah Jazz             | 82   | 78  | 27,0 | 45,0 | 40,9 | 74,1 | 2,7 | 1,6 | 0,7 | 0,2 | 10,1 |
| 2014/15  | Dallas Mavericks      | 74   | 18  | 16,8 | 44,4 | 42,6 | 68,4 | 2,5 | 0,8 | 0,4 | 0,1 | 5,8  |
| 2015/16  | Cleveland Cavaliers   | 74   | 5   | 17,9 | 45,8 | 38,2 | 66,7 | 1,7 | 0,8 | 0,4 | 0,2 | 5,5  |
| 2016/17  | Cleveland Cavaliers   | 79   | 13  | 20,4 | 44,6 | 33,3 | 74,1 | 2,6 | 1,0 | 0,3 | 0,1 | 5,7  |
| 2017/18  | Denver Nuggets        | 20   | 0   | 8,2  | 44,4 | 28,6 | 57,1 | 0,9 | 0,8 | 0,1 | 0,1 | 1,5  |
| Carrière | Carrière              | 1181 | 809 | 29,0 | 46,4 | 37,6 | 76,8 | 4,0 | 2,0 | 0,7 | 0,3 | 12,6 |

### Play-offs
| Seizoen  | Team                  | WG  | WS | MPW  | 2P%  | 3P%  | FW%   | RPW | APW | SPW | BPW | PPW  |
| -------- | --------------------- | --- | -- | ---- | ---- | ---- | ----- | --- | --- | --- | --- | ---- |
| 2001/02  | New Jersey Nets       | 20  | 0  | 22,1 | 46,5 | 0,0  | 55,0  | 4,6 | 1,3 | 0,6 | 0,5 | 7,0  |
| 2002/03  | New Jersey Nets       | 20  | 20 | 35,6 | 47,6 | 0,0  | 71,8  | 6,4 | 2,4 | 0,8 | 0,2 | 14,1 |
| 2003/04  | New Jersey Nets       | 11  | 11 | 41,8 | 41,8 | 27,3 | 71,3  | 6,3 | 3,8 | 1,3 | 0,7 | 19,8 |
| 2004/05  | New Jersey Nets       | 4   | 1  | 35,0 | 40,0 | 20,0 | 67,7  | 5,5 | 2,3 | 0,8 | 0,0 | 15,8 |
| 2005/06  | New Jersey Nets       | 11  | 11 | 39,7 | 54,5 | 41,4 | 82,5  | 4,1 | 4,1 | 0,9 | 0,4 | 22,2 |
| 2006/07  | New Jersey Nets       | 12  | 12 | 40,8 | 48,2 | 32,5 | 92,4  | 5,6 | 2,3 | 0,8 | 0,4 | 19,7 |
| 2009/10  | San Antonio Spurs     | 10  | 10 | 33,4 | 48,6 | 20,0 | 75,8  | 5,3 | 1,8 | 0,6 | 0,6 | 9,4  |
| 2010/11  | San Antonio Spurs     | 6   | 6  | 29,3 | 38,7 | 35,3 | 81,8  | 4,2 | 0,8 | 0,5 | 0,5 | 6,5  |
| 2012/13  | Golden State Warriors | 7   | 0  | 5,6  | 44,4 | 66,7 | 33,3  | 1,0 | 0,1 | 0,1 | 0,1 | 1,9  |
| 2014/15  | Dallas Mavericks      | 4   | 2  | 12,8 | 35,7 | 37,5 | 100,0 | 0,5 | 0,3 | 0,5 | 0,0 | 3,8  |
| 2015/16  | Cleveland Cavaliers   | 21  | 2  | 18,1 | 52,4 | 39,3 | 75,0  | 3,5 | 0,7 | 0,5 | 0,0 | 5,4  |
| 2016/17  | Cleveland Cavaliers   | 14  | 0  | 12,8 | 42,1 | 26,3 | 64,3  | 1,8 | 0,5 | 0,1 | 0,2 | 3,9  |
| Carrière | Carrière              | 140 | 75 | 27,4 | 47,3 | 32,5 | 73,1  | 4,3 | 1,7 | 0,6 | 0,3 | 10,8 |

0 Love ·
1 J. Jones ·
2 Irving ·
4 Shumpert ·
5 Smith ·
8 Dellavedova
9 Frye
12 McRae
13 Thompson ·
14 Kaoen ·
20 Mozgov ·
23 James ·
24 Jefferson ·
30 D. Jones ·
52 Williams ·
Coach Lue